# Herbert Heidenreich
Pour les articles homonymes, voir Heidenreich.
Herbert Heidenreich est un footballeur ouest-allemand puis allemand né le 15 novembre 1954 à Bindlach. Il évoluait au poste de milieu.

## Biographie
Herbert Heidenreich commence sa carrière au SpVgg Bayreuth lors de la saison 1974-1975 : il dispute ses premiers matchs en deuxième division ouest-allemande,,.
En 1976, il est transféré au Borussia Mönchengladbach,.
Il est sacré champion d'Allemagne de l'Ouest lors de la saison 1976-1977,.
Heidenreich dispute quatre matchs durant la campagne de la Coupe des clubs champions en 1976-77. Mönchengladbach est finaliste de la compétition, mais le joueur reste sur le banc lors de la finale perdue face au club anglais de Liverpool.
En 1977, il rejoint le Tennis Borussia Berlin,.
Après une unique saison à Berlin, il évolue sous les couleurs du FC Nuremberg pendant six saisons. Il racroche les crampons en 1984,.
Herbert Heidenreich joue au total 162 matchs pour 15 buts marqués en première division ouest-allemande. Au sein des compétitions européennes, il dispute quatre matchs de Coupe des clubs champions pour aucun but marqué.

## Palmarès
Borussia Mönchengladbach
| - Championnat d'Allemagne de l'Ouest (1) : - Champion : 1976-77. |